# بوب فيرغسون
بوب فيرغسون (بالإنجليزية: Bob Ferguson)‏ (25 يوليو 1917 في المملكة المتحدة - 17 يونيو 2006 في المملكة المتحدة) هو لاعب كرة قدم بريطاني (وحمل سابقاً جنسية المملكة المتحدة لبريطانيا العظمى وأيرلندا) في مركز حراسة المرمى. لعب مع نادي بيتربورو يونايتد ونادي ميدلزبره ونادي يورك سيتي ونادي جوول ‏.